# Surfin' Bird (singolo)
Surfin' Bird è il primo singolo del gruppo statunitense The Trashmen. Raggiunse nel 1964 la quarta posizione nella Billboard Hot 100.

## Descrizione

### I brani

#### Surfin' Bird
Il gruppo lo suonò al loro primo concerto dopo aver ascoltato i Sorenson Brothers suonare il brano The Bird's the Word la sera stessa (prima di allora, i Trashmen non avevano mai ascoltato la versione originale del brano e ignoravano che fosse dei The Rivingtons). Durante la loro performance il gruppo fece una cover di The Bird's the Word e il cantante e batterista Steve Wahrer improvvisò la sezione centrale. Per distinguere il brano dalla molto simile Papa-Oom-Mow-Mow, il gruppo vi aggiunse un coro alla fine. 
Il disc jockey locale Bill Diehl, che aveva preso parte al concerto, convinse la band a registrare il brano. Il disco Surfin' Bird venne registrato ai Kay Bank Studios di Minneapolis. Diehl fece in modo che la traccia partecipasse a una "battaglia delle band" che vinse. Surfin' Bird vinse a un'altra gara dello stesso tipo tenuta a Chicago. Questi successi spinsero la Garrett Records a mettere sotto contratto i Trashmen e a pubblicare il singolo poco tempo dopo. Il brano vendette 30.000 copie nel suo primo fine settimana. Surfin' Bird divenne una hit nazionale piazzandosi alla quarta posizione della Billboard Hot 100.
Surfin' Bird è una novelty, perlopiù strumentale, basata sulla combinazione dei due brani dei The Rivingtons, Papa-Oom-Mow-Mow e The Bird's the Word. Il batterista del gruppo, Steve Wahrer, venne originariamente accreditato come autore della canzone ma questa venne poi accreditata ai membri dei Rivingtons (Al Frazier, Carl White, Sonny Harris e Turner Wilson Jr.) quando questi minacciarono di citare in giudizio il gruppo per plagio.

#### King of the Surf
Brano scritto da Larry LaPole.

#### Whoa Dad
L'edizione francese ebbe come lato B un brano diverso, scritto da Felice Bryant e Boudleaux Bryant.

## Tracce
Lato A
1. Surfin' Bird – 2:20 (Al Frazier, Carl White, Sonny Harris, Turner Wilson, Jr.)

Lato B
1. King of the Surf (sostituita dal brano "Whoa Dad", di Felice e Boudleaux Bryant, nell'edizione francese) – 2:25 (Larry LaPole)

## Formazione
- Dal Winslow - voce, chitarra
- Tony Andreason - chitarra
- Bob Reed - basso
- Steve Wahrer - voce, batteria

## Accoglienza
| Classifica             | Posizione | Anno |
| ---------------------- | --------- | ---- |
| U.S. Billboard Hot 100 | 4         | 1964 |
| UK Singles Chart       | 50        | 2009 |

## Nella cultura di massa
- Il brano è stato inserito nella colonna sonora del film Full Metal Jacket di Stanley Kubrick (1987).
- Il brano viene usato anche nel programma televisivo Ciao Darwin, condotto da Paolo Bonolis e Luca Laurenti in onda su Canale 5, durante la prova iniziale in cui i concorrenti devono affrontare un percorso a ostacoli, chiamato Genodrome.
- La canzone è presente anche nel film di John Waters Pink Flamingos (1972).
- Nella seconda puntata della settima stagione della serie animata I Griffin, Il disco perduto, il protagonista Peter Griffin rivela che si tratta della sua canzone preferita e, dopo averla sentita ad una tavola calda e aver comprato il disco, la canterà per tutto l'episodio. La canzone verrà riproposta nel secondo episodio dell'ottava stagione, Questioni di fede.
- Il brano è la sigla del programma radiofonico di Federico l'Olandese Volante su R101.

## Cover
- I Ramones hanno fatto una cover della canzone divenuta molta famosa e inserita nell'album Rocket to Russia (1977).
- Gli Equipe 84 hanno anch'essi reinterpretato Surfin Bird nel loro singolo d'esordio Papà e Mammà (1964), che però richiama maggiormente The Bird's the Word.
- Un altro gruppo italiano, i Five Lords, ha inciso sempre nel 1964 una cover pressoché uguale all'originale per l'etichetta Vedette.
- I The Cramps hanno reinterpretato il brano nella prima traccia del lato B dell'album Gravest Hits.
- La band thrash metal tedesca Sodom ha fatto una cover Surfin Bird nel loro album M-16.
- La band britannica The Deviants ha fatto una cover nel 1978.
- La band italiana Skiantos ha fatto una cover nel 1984.
- La band statunitense The Queers ha fatto una cover nel 1994.
- Il pupazzo Big Bird dei Muppet ha fatto una cover nel 1995.
- La band australiana Silverchair ha fatto una cover nel 1997.
- La band russa Messer Chups ha fatto una cover nel 2000 dal titolo Trashman Upgrade.